# 凯利·阿斯博瑞
凯利·亚当·阿斯博瑞（英語：Kelly Adam Asbury，1960年1月15日—2020年6月26日），美国动画电影导演、编剧、配音演员、儿童读物作者兼插画家、非虚构文学作家，知名动画电影作品包括《怪物史莱克2》和《糯米歐與茱麗葉》。

## 生平
阿斯博瑞生于美国德克萨斯州博蒙特，在拉马尔大学就读两年后，于1980年转学到加州艺术学院，主修动画和电影制作。
1983年到1995年从华特迪士尼动画工作室开启职业生涯，参与多部动画电影的分镜制作，包括《小美人鱼》、《美女与野兽》，以及皮克斯动画工作室首部长片电影《玩具总动员》，其中1993年担任蒂姆·伯顿作品《怪誕城之夜》助理艺术指导。1995年开始供职于梦工场动画公司，执导两部获奥斯卡金像奖提名动画片《小马王》（2002）和《史瑞克2》（2004）。除了导演工作，阿斯博瑞还客串配音了《史瑞克2》和《史瑞克三世》的角色。
2011年参与《糯米歐與茱麗葉》的执导和编剧工作，同时为小吉诺密欧（Red Goon Gnomes）一角配音，凭借该片获得安妮奖两项提名。
2003年创作非虚构文学《Dummy Days》，记述20世纪五位腹语大师的生平。另外著有12本儿童文学。
2011年中旬到2012年中旬短暂回到迪士尼，参与《无敌破坏王》和《冰雪奇缘》的分镜。最新一部作品的为索尼动画执导的《藍精靈：迷失的村莊》，以及为STX电影执导的《醜娃娃大冒險》。

## 逝世
2020年6月26日，阿斯博瑞罹患胃癌在洛杉矶恩奇诺家中逝世，享寿60岁。

## 电影作品
| 年份 | 片名                     | 注释                       |
| ---- | ------------------------ | -------------------------- |
| 2019 | 《阿達一族》             | 助理分镜师                 |
| 2019 | 《醜娃娃大冒險》         | 导演、配音                 |
| 2017 | 《藍精靈：迷失的村莊》   | 导演、配音                 |
| 2013 | 《冰雪奇缘》             | 助理分镜师                 |
| 2012 | 《无敌破坏王》           | 分镜师                     |
| 2011 | 《糯米歐與茱麗葉》       | 导演、分镜、剧本、配音     |
| 2008 | 《馬達加斯加2》          | 助理分镜师                 |
| 2008 | 《功夫熊猫》             | 助理分镜师                 |
| 2007 | 《史瑞克三世》           | 配音                       |
| 2004 | 《史瑞克2》              | 导演、配音                 |
| 2002 | 《小马王》               | 导演                       |
| 2001 | 《史瑞克》               | 分镜师                     |
| 2000 | 《小鸡快跑》             | 助理分镜                   |
| 1998 | 《埃及王子》             | 故事版艺术指导             |
| 1996 | 《飛天巨桃歷險記》       | 故事版艺术指导             |
| 1995 | 《玩具总动员》           | 分镜师                     |
| 1993 | 《怪誕城之夜》           | 助理美术指导               |
| 1991 | 《美女与野兽》           | 分镜师、概念艺术           |
| 1990 | 《过山车兔》             | 美术指导                   |
| 1990 | 《救难小英雄澳洲历险记》 | 角色设计、分镜师、概念艺术 |
| 1989 | 《小美人鱼》             | 概念艺术                   |
| 1987 | 《运动高飞狗》           | 布局设计                   |
| 1985 | 《黑神锅传奇》           | 中间画师                   |